# Elena Patroklou
Elena Patroklou (griech.: Ελενα Πατρόκλου, * 1968 in Nikosia) ist eine zyprische Sängerin. 

## Hintergrund
Nach der gewonnenen Vorauswahl durfte sie Zypern beim Concorso Eurovisione della Canzone 1991 in Rom vertreten. Mit der Powerballade SOS erreichte sie den neunten Platz. Sie war bereits 1983, 1987 und 1989 als Backgroundsängerin beim zyprischen Beitrag des Wettbewerbs zugegen.